# Robbie Fowler
Robert Bernard Fowler, známý jako Robbie Fowler, (* 9. duben 1975) je bývalý anglický fotbalový útočník a reprezentant.
Fowler je čtvrtý nejlepší střelec v historii Premier League se 163 góly, z nichž 128 vstřelil v dresu Liverpoolu.[zdroj?]
Za národní tým nastoupil ve 26 zápasech, ve kterých vsítil 7 branek.

## Kariéra

### Liverpool FC
Přestože jako mladík fandil městskému rivalovi, Evertonu, začal kariéru v mládežnickém týmu FC Liverpool. Do prvního týmu se Fowler dostal až po Mistrovství Evropy osmnáctiletých v roce 1993, kde s Anglií vybojoval zlato. Svůj první gól dal v pohárovém duelu s Fulhamem. V odvetě však doslova šokoval fanoušky na Anfield Road, když vstřelil všech 5 branek Liverpoolu. Tím se Fowler stal čtvrtým hráčem historie Reds, který to dokázal. Svůj první ligový hattrick oslavil v zápase proti Southamptonu, což byl jeho teprve pátý start v Premier League. V prvních 13 startech za seniorský tým Liverpoolu nasázel 12 gólů, čímž si vysloužil pozvánku do anglické jedenadvacítky. Robbie opět skóroval při svém debutu, tentokrát již ve 3. minutě do sítě San Marina. Přestože si nedokázal udržet střeleckou potenci až do konce sezóny, byl na jejím konci nejlepším střelcem Liverpoolu s 18 góly ve všech soutěžích.
V následující sezóně odehrál za Liverpool všech 57 soutěžních utkání, včetně vítězného finále Ligového poháru proti Boltonu. Do historie se zapsal nejrychlejším hattrickem Premier League v zápase s Arsenalem, když dokázal nasázet tři branky během pouhých 4 minut a 33 sekund. V letech 1995 a 1996 byl vyhlášen Hráčskou asociací Mladým hráčem roku, čímž vyrovnal rekord Ryana Giggse. Později dvojnásobného ocenění dosáhl i Wayne Rooney.
V polovině 90. let byl Fowler považován za nejlépe zakončujícího útočníka v Anglii. Tuto pozici si vydobyl třemi sezónami po sobě, kdy v každé z nich vstřelil přes 30 branek. 26. března 1996 se Fowler dočkal prvního startu za seniorskou reprezentaci, když střídal v přátelském zápase s Bulharskem. Fowler svými výkony nezklamal a zúčastnil se tak v dresu Anglie EURA 96. Za Albion nastoupil na turnaji dvakrát, výběr Terryho Venablese, který před domácími diváky pomýšlel na zlato, však vypadl v semifinále s pozdějšími vítězi - Němci. Personálně úspěšný rok 1996 završil Fowler čtyřmi zásahy do sítě Middlesbrough. V tomto utkání dovršil stovku gólů v dresu Liverpoolu, na kterou potřeboval o jeden zápas méně než legendární Ian Rush. Dále byl oceněn od UEFY cenou Fair play, když přiznal, že nebyl faulován v pokutovém území v souboji s Davidem Seamanem z Arsenalu, přestože rozhodčí odpískal penaltu. Fowlerovi se však o tom nepodařilo sudího přesvědčit a pokutový kop následně zahrál tak, že ho Seaman mohl lehce chytil, tomu se to ale nepovedlo, míč jen vyrazil a dobíhající Jason McAteer balón doklepl do sítě. Mnoho lidí se domnívalo, že Fowler zahrál penaltu úmyslně špatně, ale sám hráč tuto domněnku později vyvrátil, když přiznal, že se mu pokutový kop prostě nepovedl.
Sezóna 1997/98 se Fowlerovi, hlavně vinou zranění kolena, které ho vyřadilo na půl roku ze hry, nevydařila. Během léčení se na jeho místo v Liverpoolu a následně i v reprezentaci dostal mladíček Michael Owen. Fowler se tak nedostal na Mistrovství světa ve Francii, právě na úkor Owena. V roce 1999, při derby s Evertonem, po vstřeleném gólu oslavoval svůj střelecký počin naznačováním šňupání kokainu, k čemuž použil bílou čáru ohraničující pokutové území. Fowler se hájil, že jen reagoval na křivé obvinění evertonských fanoušků z užívání drog. Od vedení Liverpoolu přesto dostal pokutu 60 tisíc liber, další (32 tisíc liber) mu přidala Fotbalová asociace (FA). Ta k peněžitému trestu navíc připojila stop na 4 zápasy.
Nejúspěšnější ročník prožil Fowler, a hlavně celý Liverpool, v sezóně 2000/01, kdy se Robbie objevil ve třech finálových utkáních (FA Cup, Ligový pohár, Pohár UEFA) a všechna Liverpool vyhrál. Při zranění Jamieho Redknappa navíc, pokud hrál od začátku utkání, dělal kapitána. Avšak Fowler nenastupoval v základní sestavě často, přednost dostávali Michael Owen a Emile Heskey. Fowler byl opět u přepisovaní historie, když hattrickem pomohl k pohárové výhře nad Stoke City v poměru 8:0, čímž byl překonán rekord z roku 1896, kdy Liverpool porazil Crewe 7:0. Ve finále Ligového poháru nastoupil v základní sestavě jako kapitán, ve 30. minutě otevřel skóre, zápas však dospěl do penaltového rozstřelu. I zde byl Robbie úspěšný, stejně jako Jamie Carragher, jenž proměnil rozhodující pokutový kop. Fowler získal ocenění Hráč zápasu a mohl nad hlavu zvednout první ze tří trofejí - Ligový pohár. FA Cup pomohl vyhrát, když nastoupil v 77. minutě do finále za stavu 1:0 pro Arsenal. Přesto Liverpool ještě do konce základní hrací doby stihl utkání otočit zásluhou dvou branek Michaela Owena a Fowler zvedl druhý pohár. O čtyři dny později opět střídal do finále Poháru UEFA, tentokrát za stavu 3:3. Po devíti minutách na trávníku vstřelil branku na 4:3, na kterou však našlo Deportivo Alavés odpověď minutu před koncem řádné hrací doby. Nakonec se však radoval Liverpool zásluhou vlastního gólu Geliho a Fowler mohl oslavit treble.
Sezónu 2001/02 začal Robbie pří s asistentem manažera Houlliera Philem Thompsonem, což ho stálo místo v sestavě proti Manchesteru. Přestože nakoukl do Superpoháru UEFA, kde Liverpool porazil Bayern Mnichov, jeho účast v zápase začala být sporadická. V říjnu nastřílel do sítě Leicesteru hattrick - první ligový po třech letech - ale přesto nebyl na další zápas vůbec nominován. Spekulace o jeho odchodu rozdělily fanoušky Liverpool FC na dva tábory. Poslední zápas pod Houllierem Robbie odehrál proti Sunderlandu, když byl o poločase vystřídán.

### Leeds United
Přestože Robbieho fanoušci Reds uctívali doslova jako Boha, do sestavy se příliš nedostával. Na jeho místě se usadili gólově potentní Heskey s Owenem. Fowlera vykoupil z liverpoolského paběrkování v listopadu Leeds United za 11 milionů liber. Do konce sezóny stihl nastřílet 12 branek a pomoci Leedsu k účasti v Poháru UEFA. Dostal se i do nominace na Mistrovství světa 2002, kde ale nastoupil jen jako střídající hráč do zápasu s Dánskem.
V přípravě na následující sezónu 2002/03 se Fowler zranil a do hry se vrátil až v prosinci, to už ale v Leedsu probíhal, vinou velkých finančních problémů, hráčský exodus. Přestože jeho forma postupně upadala, se 14 góly v 30 zápasech si Fowler držel kvalitní bilanci téměř jednoho gólu na dva zápasy. V lednu 2003 putoval za celkem 6 milionů liber do Manchesteru City. Zde však předvedl bídný start, když ve zbytku ročníku dokázal vstřelit jen 2 branky.

### Manchester City
Fowlerovy zdravotní problémy pokračovaly i v sezóně 2003/04, kdy odehrál jen 9 celých zápasů. I přesto dokázal skórovat do sítě "svého" Liverpoolu při domácí remíze 2:2. V roce 2004 Fowler, kvůli poklesu formy a neustálých zranění, vážně uvažoval o konci kariéry, ale tehdejší trenér Manchesteru City Kevin Keegan ve spolupráci s jeho následníkem Stuartem Pearcem ho přesvědčili, aby pokračoval. Fowler následně ve druhé polovině ročníku 2004/05 předvedl velké zlepšení, vstřelil svůj 150. gól v Premier League a přestože v 90. minutě posledního zápasu s Middlesbrough neproměnil pokutový kop, což stálo Citizens start v Poháru UEFA, skončil mezi třemi nejlepšími hráči ve fanouškovské anketě Hráč roku, což Robbie později popsal, jako jeden úspěchů, na který je ve své kariéře nejvíce hrdý.
Sezóna 2005/06 začala pro Fowlera opět nevalně, měl trable se zdravím. V prvních čtyřech měsících nastoupil jen dvakrát jako střídající hráč. Poprvé v základní sestavě vyběhl do FA Cup duelu proti Scunthorpe United a blýskl se hattrickem. O týden později nastoupil jako náhradník proti městskému rivalovi a dokázal vstřelit United jeden gól, kterým dovršil výhru City v poměru 3:1. Fowler odehrál ještě jeden zápas a následně se vrátil do rodného Liverpoolu.

### Návrat do Liverpoolu
K Reds přestoupil jako volný hráč 27. ledna 2006. Robbie se nikdy netajil tím, že zůstal fanouškem Liverpoolu i po přestupu do Leedsu, respektive Manchesteru City. Mimo jiné se byl jako divák podívat na památné finále Ligy mistrů do Istanbulu, které Liverpool vyhrál na penalty, když dokázal v průběhu zápasu během šesti minut stáhnout třígólový náskok AC Milan. Fowler se poprvé ve staronovém dresu Liverpoolu ukázal v domácím zápase proti Birminghamu a od fanoušků sklidil potlesk ve stoje. Po svém návratu mu nejdříve nebyly uznány 3 branky, kvůli ofsajdu, prosadil se až v utkání s Fulhamem. Skóroval tak proti stejnému soupeři, jako o 13 let dříve. Robbieho další gól do sítě West Bromwiche znamenal, že předstihl Kennyho Dalglishe v historické tabulce liverpoolských střelců. Přestože se stále potýkal s problémy s fyzičkou, jeho forma ke konci ročníku rostla a vyústila až v podpis nové, roční, smlouvy.
Ve druhé sezóně po návratu se Fowler do základní jedenáctky nedostával příliš často, ale díky taktice trenéra Beníteze, který hodně točil se sestavou, si zahrál i v Lize mistrů, kde ve dvou zápasech vstřelil dva góly. V semifinále proti Chelsea, které dospělo až do penaltového rozstřelu, byl určen jako pátý exekutor, ale na Fowlera už nedošlo, protože Dirk Kuyt rozhodl o jednu sérii dříve. V posledním mači za Liverpool, 13. května proti Charltonu, nastoupil v základní sestavě a s kapitánskou páskou. Vystřídal 2 minuty před koncem za bouřlivého potlesku ve stoje, který pokračoval i po skončení duelu. Přestože nenastoupil do finále Ligy mistrů 2007 a ani nebyl na lavičce náhradníků, dostal medaili za liverpoolské druhé místo v soutěži. 1. července 2007 se stal volným hráčem, s celkovou bilancí 183 gólů v 369 zápasech za obě působení na Anfield Road.

### Cardiff City
21. července podepsal dvouletou smlouvu s druholigovým Cardiffem. Opět ho však trápilo zranění kyčle, debut si odbyl až koncem srpna v utkání Ligového poháru. V září se prosadil i střelecky, když dvakrát skóroval do sítě Prestonu. Fowler vstřelil dva góly i v dalším zápase a pomohl tak vyřadit West Bromwich z Carling Cupu. Jako další soupeř byl Cardiffu nalosován Liverpool, ale na Anfield Road si domácí postup, a Fowlera, pohlídali a vyhráli 2:1. V průběhu sezóny se podrobil v Německu a následně i v USA zdravotním zákrokům, které měly jednou provždy odstranit Robbieho problémy s kyčlí. Fowler nakonec (kromě jednoho strídání na konci roku) zmeškal zbytek ročníku, na lavičku se dokázal dostat jen ve finále FA Cupu proti Portsmouthu, ale do utkání nezasáhl.

### Blackburn Rovers
Na začátku další sezóny 2008/09 byl Fowlerovi nabídnut od Cardiffu nový kontrakt, podle kterého by dostával plat podle počtu odehraných zápasů. Přestože se očekávalo, že Robbie smlouvu podepíše, rozhodl se raději vrátit do Premier League, kde mu jeho bývalý spoluhráč Paul Ince, toho času trenér Blackburnu Rovers, nabídl zkoušku v jeho týmu. To rozzlobilo vedení Cardiffu, které Fowlerovi pomáhalo při jeho náročném léčení. Fowler za Blackburn nastoupil v mnoha předsezónních zápasech a byl mu nabídnut půlroční kontrakt. Robbie však opět nabídku odmítl, protože byla na kratší dobu, než mu nabízeli původně v Cardiffu a požádal o návrat do Cardiff City FC. To rozzlobilo fanoušky a vedení jeho žádost zamítlo. Fowlerovi tak nezbylo nic jiného, než podepsat v Blackburnu krátkou, jen tříměsíční, smlouvu. V dresu Rovers odehrál jen 6 zápasů, ve kterých se střelecky neprosadil. Byl propuštěn po vypršení smlouvy v prosinci 2008.

### North Queensland Fury
Fowler měl nabídku z klubu Grimsby Town FC, který hrál čtvrtou nejvyšší anglickou soutěž s potenciální prací v managementu klubu, ale rozhodl se odejít do Austrálie. V dresu nově založeného celku North Queensland Fury debutoval v červenci 2009, poté co vyléčil opakovaně zraněnou kyčel a třísla. Fowler se stal historicky prvním kapitánem Fury a v prvním soutěžním utkání za australský celek se střelecky prosadil, když skóroval z pokutového kopu.

## Osobní život
Společně se Stevem McManamanem investoval do dostihových koní, včetně vítěze "Seebalda" v závodě na počest královny Alžběty - královny matky.
V roce 2005 označil The Sunday Times Fowlera za jednoho z tisíce nejbohatších Britů. Robbieho rozlehlá majetková síť a jeho obchodní aktivity byly ceněny na 137 milionů liber.
2. září 2005 vydal Robbie knihu nazvanou Fowler: Má autobiografie. Knihu po svém návratu na Anfield Road aktualizoval a přidal novou kapitolu.[zdroj?]
Robbie se 9. června 2001 ve Skotsku oženil, s manželkou Kerrie mají 3 dcery (Madison, Jaya, Mackenzie) a jednoho syna (Jacob).[zdroj?]

## Ocenění

### Osobní
- 1995, 1996 Mladý hráč roku
- 1997 UEFA Fair play
- prosinec 1995, leden 1996 Premier League Hráč měsíce
- 1996 Tým roku

### Klubová
- Liverpool FC
  - 2000-01 Pohár UEFA
  - 2001 Superpohár UEFA
  - 1994-95, 2000-01 Anglický ligový pohár
  - 2000-01 FA Cup
  - 1995-96 Finále FA Cupu
  - 2006-07 Finále Ligy mistrů UEFA

### Reprezentační
- 1993 Mistrovství Evropy do 18 let